# Ситовски надпис
Ситовският надпис е неразчетен надпис в Родопите от рунообразни знаци на неизвестна писменост. Намира се на 50 метра над пътя за Ситово, Пловдивска област, след разклона за с. Лилково.

## Откритие
Надписът е известен на местните жители, но е открит за научните среди през 1928 г. Местни дървосекачи споменават за него на д-р Александър Пеев, тогавашен председател на Пловдивското археологическо дружество, който първи изследва находката. Д-р Пеев не успява да предостави по-конкретни сведения за надписа, нито да го разчете.

## Местоположение
Надписът е издълбан върху загладена част от скала с форма на хоризонтално разположена лента с дължина приблизително 3,4 метра и ширина 23 – 30 см. Скалният масив, на който е издълбан надписът, се крепи на пет камъка. Върху един от тях е разпознат образ на Богинята майка от епохата на неолита, а друг един от камъните е оприличен на пясъчен часовник. Надписът е издълбан на място в скалата, където няма ерозия и затова се е запазил до наши дни.
Ситовският надпис е в непосредствена близост до скалните светилища Щуда града и Белинташ.

## Проучвания и хипотези
През 1939 г. Александър Пеев показва надписа на унгарския археолог Геза Фехер, но едва през 1950 г. Златка Ракова-Морфова сваля отпечатък от надписа. През 1967 г. надписът е изследван от експедиция на Великотърновския университет, а по-късно – от академик Иван Гошев, езиковеда проф. Иван Гълъбов и др., но така и не е разчетен, тъй като използва неизвестна писменост.
Изложени са няколко основни хипотези за авторството на надписа – тракийска, келтска, готска, сармато-аланска и славянска. Според тракийските хипотези надписът използва или собствени рунически знаци на траките, или азбуката на бесите, създадена от епископ Никита Ремесиански. Готската хипотеза подобно на повечето други предположения свързва надписа с руните, а не с готската азбука, създадена в тези земи от епископ Вулфила. Проф. Титов предлага разчитане на надписа като славянски текст, но това не е възприето от други учени.

## Опазване
Преди години иманяри са разрушили каменно образувание на квачка с пиленца, змия и стрелки, които сочели към Ситовския надпис.
Със собствени средства жителите на с. Ситово са подменили табелата, която ориентира туристите към местоположението на надписа. Тя е изработена от Иван Куманов. Направен е и ремонт на стълбите към скалите.
До мястото е необходимо да бъде изграден парапет, защото теренът е стръмен. Желанието на местните жители е туристическата забележителност да бъде пригодена за посещение и от хора с увреждания, като се надяват да спечелят проект, който да финансира начинанието.